# Silvija Germanova
Silvija Germanova (nacida el 19 de julio de 1959 en Goce Delčev) es una exjugadora de baloncesto búlgara. Consiguió 2 medallas en competiciones oficiales con Bulgaria.